# Eucephalacris pygmaea
Eucephalacris pygmaea är en insektsart som beskrevs av Marius Descamps 1980. Eucephalacris pygmaea ingår i släktet Eucephalacris och familjen gräshoppor. Inga underarter finns listade i Catalogue of Life.